# Strymon fulva
Strymon fulva är en fjärilsart som beskrevs av Johann Heinrich Fixsen. Strymon fulva ingår i släktet Strymon och familjen juvelvingar. Inga underarter finns listade i Catalogue of Life.